# Nordic-Baltic Eight
Nordic-Baltic Eight (NB8) — региональный формат сотрудничества, в который входят: Дания, Исландия, Латвия, Литва, Норвегия, Финляндия, Швеция, Эстония. В рамках сотрудничества регулярно проходят встречи премьер-министров стран Северной Европы и стран Балтии, министров иностранных дел и спикеров парламентов.

## Стратегические партнёры
- Балтийская ассамблея
- Северный совет
- Совет государств Балтийского моря
- Совет министров Северных стран